# 加藤尚志

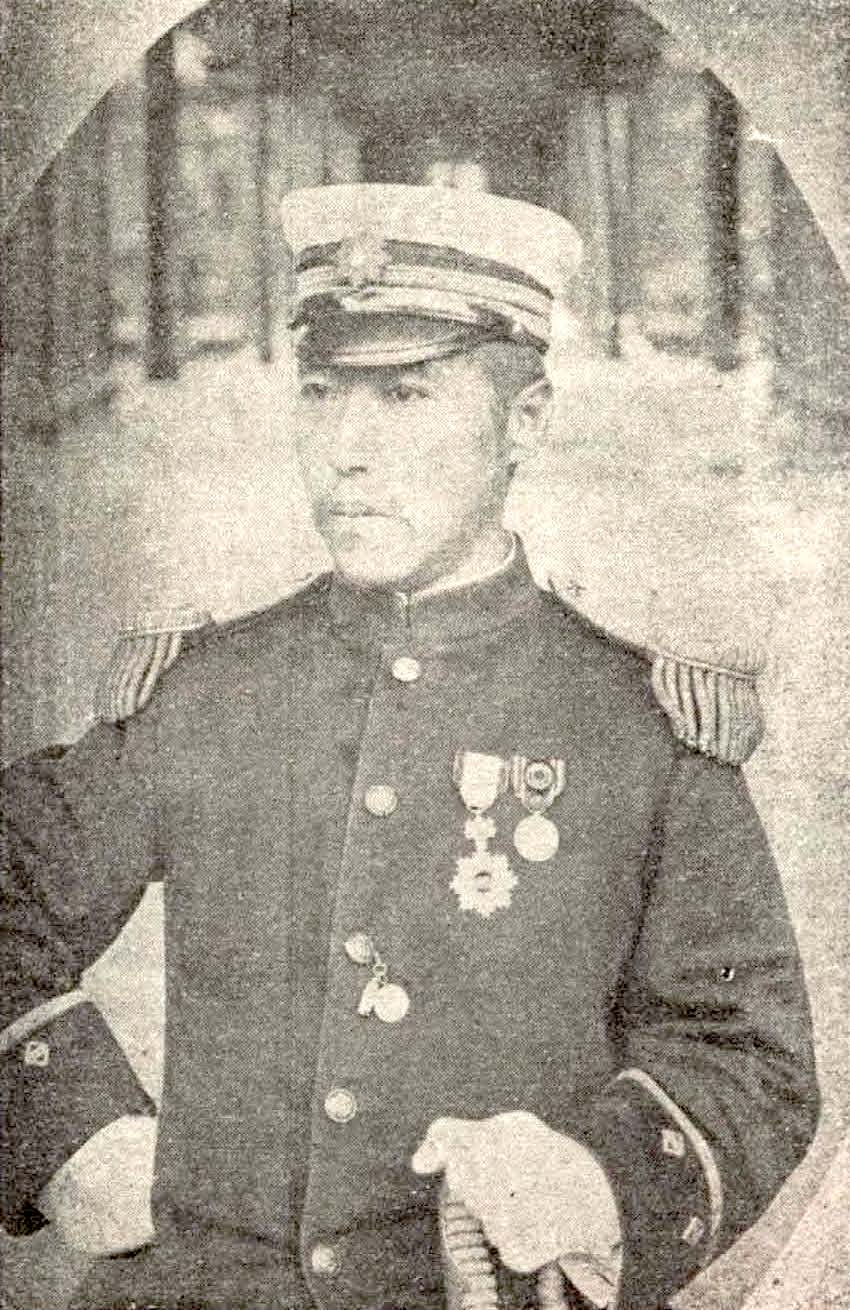
加藤尚志

加藤尚志（1855年12月10日—1920年10月3日）為日本明治大正時代之政府官員。加藤尚志於1907年（明治40年）9月12日接替佐藤友熊，擔任台北廳長，管轄今臺北市、新北市、宜蘭縣及基隆市等地的行政事務。

## 生平
加藤尚志在安政二年（1855年）和曆十一月二日出生於今愛知縣，為士族加藤博養嗣子。1896年2月繼承家督，同年來臺擔任臺灣總督府技師、製藥所長及事務官，1903年任防疫事務官，翌年擔任彰化廳長，1907年9月任臺北廳長，1909年退休，後轉任北港製糖株式會社監査役、臺灣製糖會社等職務。1917年4月，加藤罹患腎臟炎，此後身體急遽惡化，1920年10月2日又罹腦出血併發尿毒症，遂於10月3日凌晨2點過世，死後葬於東京心法寺。
| 前任： 佐藤友熊 | 台北廳長 1907年9月12日－1909年10月25日 | 繼任： 井村大吉 |